# Responsabilitate de produs
Responsabilitatea de produs sau pentru produs se referă la răspunderea pentru produse defectuoase, la răspunderea  pentru daunele produse la utilizatorul final și suportate de acesta, ca urmare a unui produs defect achiziționat. Această răspundere este reglementată și stipulată în legi, ca fiind drepturi ale consumatorilor.
Răspunderea pentru produse nu este un contract între producător și utilizatorul final (consumatorul), și nici nu este necesară o vină, greșeală a producătorului pentru ea. Mai degrabă, trebuie ca utilizatorul final să fie protejat împotriva anumitor riscuri ale unui produs defect, indiferent de orice vină ar avea producătorul, chiar dacă aceasta s-a dovedit doar după lansarea pe piață a produsului. Este o răspundere pur obiectivă. În absența unui acord sau contactări între producător și consumatorul final care a achiziționat produsul de la un intermediar, eșuează în general, emiterea de pretenții de garanție. În mod similar, un contract în favoarea unor terțe părți nu este  de regulă luat în considerare, deoarece consumatorul final, producătorul și distribuitorii nu se cunoașteau încă și, prin urmare, răspunderea nu a fost inclusă în contractul încheiat între ei.